# Ouakil al-kharadj
Le Ouakil al-kharadj ou Wakil al-kharadj est le titre officiel porté par le ministre de la marine et des affaires extérieures de la régence d'Alger durant la période des deys. C'est l'un des cinq ministères du gouvernement des deys d'Alger,. Il est chargé des questions maritimes, de la marine de la régence, des relations avec les pays étrangers et des questions relatives aux armes, aux munitions et aux fortifications,,.